# 記述集合論
数理論理学において記述集合論（英: descriptive set theory）はよい振る舞いを持つポーランド空間（例えば実数直線）の部分集合の研究である。集合論の主要な研究分野のひとつであるのと同様に、関数解析、エルゴード理論、作用素環、群作用、数理論理学など、他の分野への応用を持つ。

## ポーランド空間
記述集合論はポーランド空間とそのボレル集合の研究とともに始まった。
ポーランド空間は第二可算公理を満たす位相空間で完備距離化可能なものをいう。同じことだが、それは可分な完備距離空間で距離を忘却したものである。ポーランド空間の例としては次のものが含まれる：実数直線 {\displaystyle \mathbb {R} }, ベール空間 {\displaystyle {\mathcal {N}}}, カントール空間 {\displaystyle {\mathcal {C}}}, ヒルベルト立方体 {\displaystyle I^{\mathbb {N} }}

### 普遍性の性質
ポーランド空間のクラスはいくつかの普遍性の性質を持つ。これは特定の制限された形のポーランド空間を考えても一般性を失わないことを示す。
- 任意のポーランド空間はヒルベルト立方体の部分 {\displaystyle G_{\delta }} 集合に同相であり、逆にヒルベルト立方体の部分 {\displaystyle G_{\delta }} 集合はポーランド空間である。
- 任意のポーランド空間はベール空間の連続像である。実際には任意のポーランド空間はベール空間の閉部分集合で定義されたある連続全単射の像である。同様に、任意のコンパクトなベール空間はカントール空間の連続像である。

これらの普遍性の性質と、ベール空間 {\displaystyle {\mathcal {N}}} が {\displaystyle {\mathcal {N}}^{\omega }}  と同相であるという便利な性質により、記述集合論における多くの結果はベール空間において証明される。

## ボレル集合
位相空間 {\displaystyle X} のボレル集合のクラスは {\displaystyle X} の開集合を含む最小のσ加法族である。その意味するところは {\displaystyle X} のボレル集合は次を満たす最小の集まりということである：
- {\displaystyle X} の任意の開集合はボレル集合である;
- もし {\displaystyle A} がボレル集合ならば補集合 {\displaystyle X\setminus A} もそうである。すなわちボレル集合のクラスは補集合で閉じている。
- もし {\displaystyle A_{n}} がボレル集合の可算列ならば、和集合 {\displaystyle \bigcup _{n\in \mathbb {N} }A_{n}} はボレル集合である。すなわちボレル集合のクラスは可算和で閉じている。

これに関する基本的な結果は任意の非可算な2つのポーランド空間 {\displaystyle X} と {\displaystyle Y} はボレル同型であることを示す。すなわち {\displaystyle X} から {\displaystyle Y} への全単射で、ボレル集合の逆像はボレルであり、ボレル集合の順像はボレルであるようなものが存在する。これはポーランド空間の形をベール空間とカントール空間に制限して考えることの追加の正当性を与える。というのも他のどのポーランド空間も
ボレル集合のレベルでこれらの空間に同型だからである。

### ボレル階層
ポーランド空間のボレル集合はボレル階層に分類される。これは開集合から始めて可算和と補集合をいくつ適用して得られるかに基づく。この分類は可算順序数によって階層付けられる。任意のゼロでない可算順序数 {\displaystyle \alpha } に対して {\displaystyle \mathbf {\Sigma } _{\alpha }^{0},}, {\displaystyle \mathbf {\Pi } _{\alpha }^{0}}, {\displaystyle \mathbf {\Delta } _{\alpha }^{0}} なるクラスが次のように定義される。ここで各々は太字（boldface）で書かれ、細字（lightface）のものは別に定義される。
- 集合が {\displaystyle \mathbf {\Sigma } _{1}^{0}} とはそれが開集合であることをいう。
- 集合が {\displaystyle \mathbf {\Pi } _{\alpha }^{0}} であるのは、その補集合が {\displaystyle \mathbf {\Sigma } _{\alpha }^{0}} のとき、かつそのときに限る。
- 集合 {\displaystyle A} が {\displaystyle \mathbf {\Sigma } _{\delta }^{0}\ (\delta >1)} であるのは、可算列 {\displaystyle A_{i}} で各 {\displaystyle A_{i}} が {\displaystyle \mathbf {\Pi } _{\lambda _{i}}^{0}\ (\lambda _{i}<\delta )} であり {\displaystyle A=\bigcup _{i\in \mathbb {N} }A_{i}} となるものが存在するとき、かつそのときに限る。
- 集合が {\displaystyle \mathbf {\Delta } _{\alpha }^{0}} であるのは、それが {\displaystyle \mathbf {\Sigma } _{\alpha }^{0}} かつ {\displaystyle \mathbf {\Pi } _{\alpha }^{0}} であるとき、かつそのときに限る。

これに関する定理は任意の {\displaystyle \mathbf {\Sigma } _{\alpha }^{0}} または {\displaystyle \mathbf {\Pi } _{\alpha }^{0}} 集合は {\displaystyle \mathbf {\Delta } _{\alpha +1}^{0}} であることを示し、また任意の {\displaystyle \mathbf {\Delta } _{\beta }^{0}} 集合は {\displaystyle \mathbf {\Delta } _{\alpha }^{0}(\alpha >\beta )} であることを示す。すなわちこの階層は次のような構造を持つ。ここで矢印は包含を示す。
{\displaystyle {\begin{matrix}&&\mathbf {\Sigma } _{1}^{0}&&&&\mathbf {\Sigma } _{2}^{0}&&\cdots \\&\nearrow &&\searrow &&\nearrow \\\mathbf {\Delta } _{1}^{0}&&&&\mathbf {\Delta } _{2}^{0}&&&&\cdots \\&\searrow &&\nearrow &&\searrow \\&&\mathbf {\Pi } _{1}^{0}&&&&\mathbf {\Pi } _{2}^{0}&&\cdots \end{matrix}}{\begin{matrix}&&\mathbf {\Sigma } _{\alpha }^{0}&&&\cdots \\&\nearrow &&\searrow \\\quad \mathbf {\Delta } _{\alpha }^{0}&&&&\mathbf {\Delta } _{\alpha +1}^{0}&\cdots \\&\searrow &&\nearrow \\&&\mathbf {\Pi } _{\alpha }^{0}&&&\cdots \end{matrix}}}

### ボレル集合の正則性の性質
古典記述集合論はボレル集合の正則性の性質の研究を含む。例えばポーランド空間のボレル集合はベールの性質と完全集合性質を持つ。現代記述集合論はそれらの結果のポーランド空間の他の部分集合のクラスへの一般化（または一般化できない場合）の方法の研究を含む。

## 解析集合と補解析集合
ボレル集合のちょうど上の複雑性として解析集合と補解析集合がある。ポーランド空間 {\displaystyle X} の部分集合が解析であるとは、それがあるポーランド空間のボレル部分集合の連続像であるときにいう。いかなるボレル集合の連続逆像もボレルであるが、解析集合はボレルとは限らない。集合が補解析とはそれの補集合が解析集合であることをいう。これに関する基本的な結果は、解析かつ補解析な集合はボレル集合とちょうど一致するというものである（ススリンの定理）。

## 射影集合とWadge次数
記述集合論の多くの問題は究極的には順序数と基数に関する集合論的な性質に依存している。すなわち連続体仮説、巨大基数公理、構成可能性の公理などの集合論のoptionalな公理に依存する。この現象はとりわけ射影集合に対して顕著である。これらはポーランド空間 {\displaystyle X} 上の射影階層を通して定義される：
- 集合が {\displaystyle \mathbf {\Sigma } _{1}^{1}} とはそれが解析集合であることをいう。
- 集合が {\displaystyle \mathbf {\Pi } _{1}^{1}} とはそれが補解析集合であることをいう。
- 集合 {\displaystyle A} が {\displaystyle \mathbf {\Sigma } _{n+1}^{1}} とは、ある {\displaystyle X\times X} の {\displaystyle \mathbf {\Pi } _{n}^{1}} 集合 {\displaystyle B} に対して {\displaystyle A} が {\displaystyle B} の第1座標への射影であることをいう。
- 集合 {\displaystyle A} が {\displaystyle \mathbf {\Pi } _{n+1}^{1}} とは、ある {\displaystyle X\times X} の {\displaystyle \mathbf {\Sigma } _{n}^{1}} 集合 {\displaystyle B} に対して {\displaystyle A} が {\displaystyle B} の第1座標への射影であることをいう。
- 集合が {\displaystyle \mathbf {\Delta } _{n}^{1}} とはそれが {\displaystyle \mathbf {\Pi } _{n}^{1}} かつ {\displaystyle \mathbf {\Sigma } _{n}^{1}} であることをいう。

ボレル集合におけると同様に、任意の {\displaystyle n} について、任意の {\displaystyle \mathbf {\Delta } _{n}^{1}} 集合は {\displaystyle \mathbf {\Delta } _{n+1}^{1}} である。
構成可能性の公理 {\displaystyle V=L} のもとでベールの性質や完全集合性質を持たない射影集合の存在が示される。しかしながら、射影集合の決定性もとで、全ての射影集合は完全集合性質とベールの性質を持つことが示される。これはZFCはボレル集合の決定性を証明できるが、射影集合についてはそうでないことに関係している。
もっと一般に、ポーランド空間 {\displaystyle X} の部分集合の集まりはWadge次数として知られる同値類に分類される。これは射影階層を一般化する。これらの次数はWadge階層に並べられる。決定性公理はポーランド空間上のWadge階層が整礎で長さΘの射影階層の延長であることを含意する。

## ボレル同値関係
記述集合論における最近の研究領域ではボレル同値関係が研究されている。ポーランド空間 {\displaystyle X} のボレル同値関係は {\displaystyle X\times X} のボレル部分集合で {\displaystyle X} の同値関係となっているようなものをいう。

## 実効記述集合論
実効記述集合論の領域は記述集合論の手法と一般再帰理論の手法（とりわけ超算術的階層）とを結合させる。とくに古典記述集合論の階層の細字版（実効版）に焦点が当てられる。したがって超算術的階層はボレル階層の、また解析的階層は射影階層のエフェクティブ版として研究される。これらの研究はクリプキ-プラテク集合論や二階算術などの弱い集合論に関係する。